# Aleksandar Ćirić
Aleksandar Ćirić (Beograd, 30. prosinca 1977.), srbijanski vaterpolist. Od 2013. igra za klub ENKA iz Istanbula. Za reprezentaciju SRJ/SCG i potom Srbije igrao je u razdoblju od 1997. do 2008. godine. Odigrao je 346 utakmica i postigao 201 pogodak. Najveći klupski uspjeh mu je osvajanje Eurolige 1999./00. s Bečejem. U toj sezoni bio je i najkorisniji igrač Eurolige.
Visok je 192 cm. Karijeru je započeo u Crvenoj zvezdi za koju je igrao od do 1994. Sa Zvezdom je bio prvak SR Jugoslavije 1992./93. Od 1994. do 2001. igrač je Bečeja s kojim osvaja po šest naslova osvajača prvenstva i kupa SR Jugoslavije te jedan naslov europskog prvaka. Od 2001. do 2007. igra za talijansku Bresciu s kojom jedanput osvaja talijansko prvenstvo i tri puta Kup LEN. 2007. na tri godine odlazi igrati za Budvu s kojom jednom biva osvajač crnogorskog kupa. Od 2010. do 2012. igrač je Barcelonete s kojom osvaja po jedno španjolsko prvenstvo i kup. U sezoni 2012./13. igra za Radnički Kragujevac s kojim osvaja Kup LEN. U intervjuu za srbijanski Puls krajem rujna 2012. izjavio je kako malo slobodnog vremena uglavnom provodi u krugu obitelji i prijatelja, kako misli da bi Srbija u budućnosti mogla biti i bolja nego u njegovo doba i kako jako voli oružje (da nije postao športaš, bio bi vojnik).